# In Concert: The Party's Just Begun Tour
In Concert: The Party's Just Begun Tour è un album dal vivo del gruppo musicale femminile The Cheetah Girls, pubblicato nel 2007.

## Tracce
1. The Party's Just Begun – 4:32
2. Shake a Tail Feather – 3:12
3. Together We Can – 1:39
4. Route 66 – 3:05
5. Strut – 3:59
6. Falling for You – 4:15
7. Cinderella – 3:30
8. Dance with Me – 1:54
9. Step Up – 4:24
10. Girl Power – 3:23
11. Cheetah Sisters – 2:48
12. Amigas Cheetahs – 5:20

## Formazione
- Adrienne Bailon
- Kiely Williams
- Sabrina Bryan